# Невозможное событие
Невозмо́жным собы́тием в теории вероятностей  называется событие, которое не может произойти в результате эксперимента. Невозможное событие не наступает ни с одним из элементарных исходов (что соответствует «пустому множеству» Ø в пространстве элементарных исходов).
Вероятность невозможного события равна нулю. Пример невозможного события — выпадение 9 очков при бросании игральной кости.
Событие, противоположное невозможному, называется достоверным событием.
При применении вероятностных методов так же вводят определение практически невозможного события, то есть событие вероятность которого не точно равна нулю, но весьма близка к нулю.
| Событие A   | Вероятность  |
| ----------- | ------------ |
| Невозможное | p(A) = 0     |
| Случайное   | 0 < p(A) < 1 |
| Достоверное | p(A) = 1     |